# Lista över ej längre existerande svenska affärsbanker
Detta är en lista över ej längre existerande svenska affärsbanker, det vill säga en lista över tidigare förekommande banker vars verksamhet exempelvis uppgått i andra banker genom uppköp eller sammanslagningar.

## Nordea
Svenska banker vars verksamhet uppgått i vad som idag är Nordea.
- PKbanken (Namnbyte till Nordbanken 1990.)
  - Kreditbanken
    - Svenska Lantmännens Bank

  - Postbanken
  - Sveriges investeringsbank
  - Nordbanken (1986-1990)
    - Uplandsbanken
      - Sundsvalls Handelsbank

    - Sundsvallsbanken

  - Gota Bank
    - Götabanken
      - Bohusläns enskilda bank
      - Smålandsbanken
      - Kopparbergs enskilda bank
        - Tjenstemannabanken

    - Skaraborgsbanken
    - Wermlandsbanken
      - Kristinehamns enskilda bank
      - Diskontobanken

## SEB
Svenska banker vars verksamhet uppgått i vad som idag är SEB.
- Stockholms Enskilda Bank
- Skandinaviska Banken
  - Industrikreditaktiebolaget
  - Göteborgs handelsbank
    - Nordiska Handelsbanken

  - Skånes Enskilda Bank
  - Skånska handelsbanken
  - Sveriges Privata Centralbank
    - Nordiska Kreditbanken

  - Örebro enskilda bank
  - Södermanlands Enskilda Bank
- Sesambanken
  - Trygg-Banken

## Svenska Handelsbanken
Svenska banker vars verksamhet uppgått i vad som idag är Svenska Handelsbanken.
- Bankaktiebolaget Södra Sverige
  - Borås enskilda bank
- Inteckningsbanken
- Bankaktiebolaget Stockholm-Öfre Norrland
  - Westerbottens enskilda bank
- Hernösands enskilda bank
- Mälareprovinsernas Enskilda Bank
  - Helsinglands Enskilda Bank
- Sydsvenska kreditaktiebolaget (Namnbyte till Skånska banken.)
  - Skånska banken
- Vänersborgsbanken

## Swedbank
Svenska banker vars verksamhet uppgått i vad som idag är Swedbank.
- Föreningssparbanken
  - Sparbanken Sverige
    - Regionala sparbanker
    - Sparbankernas bank
      - Sveabanken

  - Föreningsbanken
    - Lokala föreningsbanker
    - Sveriges Föreningsbank
    - Föreningsbankernas bank

  - Sparbanken Söderhamn AB

## Länsförsäkringar Bank
Bsnker som uppgått i Länsförsäkringar Bank]
- WASA Banken
  - Bohusbanken

## Danske Bank
Banker som uppgått i Danske Bank:
- Östgöta Enskilda Bank
  - Norrköpings enskilda bank